# Impending Ascension
Impending Ascension — второй студийный альбом прогрессив-метал/прогрессив-рок-группы Magellan.

## Список композиций
Вся музыка и слова написаны Трентом Гарднером.
1. «Estadium Nacional» — 11:16
2. «Waterfront Weirdos» — 11:05
3. «Songsmith» — 5:33
4. «Virtual Reality» — 5:28
5. «No Time for Words» — 2:09
6. «Storms and Mutiny» — 11:50
7. «Under the Wire» — 1:42

## Участники записи
- Трент Гарднер — вокал, клавишные инструменты, бэк-вокал
- Уэйн Гарднер — электро- и акустические гитары, бэк-вокал
- Хэл Спрингфэлоу Имбри — бас, вокал
- Доана Пэрри — ударные на «Waterfront Weirdos» в студии Narnia Oaks, Woodland Hills, Ca. все другие ударные — Magellan.
- Хоуп Харрис — женский голос на «Virtual Reality»